# Simple Present
Die Simple Present (Tense) (auch Present (Tense) Simple; fälschlicherweise Present Tense oder Present) ist eine englische Zeitform der Verben, welche dem deutschen Präsens entspricht.

## Bildung
Die Simple Present wird mit dem Infinitiv des Verbs gebildet. Lediglich wird bei Verwendung der dritten Personalform im Singular (He, She und It) ein -s an das Verb im Infinitiv gehängt. Viele merken sich diese Ausnahme mit dem sich reimenden Merksatz „He, She, It — das -s muss mit“.
- 1. Person Singular: I walk.
- 2. Person Singular: You walk.
- 3. Person Singular: He/She/It walks.
- 1. Person Plural: We walk.
- 2. Person Plural: You walk.
- 3. Person Plural: They walk.

Es gibt auch unregelmäßige Verben, wie zum Beispiel „to be“:
- 1. Person Singular: I am.
- 2. Person Singular: You are.
- 3. Person Singular: He/She/It is.
- 1. Person Plural: We are.
- 2. Person Plural: You are.
- 3. Person Plural: They are.

Verben, bei welchen ein Zischlaut am Ende gesprochen wird (wie zum Beispiel „to wish“) oder die Endung „-o“ nach einem Konsonanten steht (wie zum Beispiel „to go“), werden bei der Verwendung der dritten Personalform in Singular ein „-es“ darangehängt.
- 1. Person Singular: I wish.
- 2. Person Singular: You wish.
- 3. Person Singular: He/She/It wishes.
- 1. Person Plural: We wish.
- 2. Person Plural: You wish.
- 3. Person Plural: They wish.

- 1. Person Singular: I go.
- 2. Person Singular: You go.
- 3. Person Singular: He/She/It goes.
- 1. Person Plural: We go.
- 2. Person Plural: You go.
- 3. Person Plural: They go.

### Frage- und Verneinungsform
Die Frage- und die Verneinungsform werden mit dem Hilfsverb „to do“ gebildet. 
Dabei gilt, dass das „do“ bei der dritten Personalform im Singular zu „does“ wird. Dafür steht das Verb im Infinitiv. 
Frageform:
- 1. Person Singular: Do I wish for snow?
- 2. Person Singular: Do you wish for snow?
- 3. Person Singular: Does he/she/it wish for snow?
- 1. Person Plural: Do we wish for snow?
- 2. Person Plural: Do you wish for snow?
- 3. Person Plural: Do they wish for snow?

Verneinte Frageform:
- 1. Person Singular: Do I not wish for snow?
- 2. Person Singular: Do you not wish for snow?
- 3. Person Singular: Does he/she/it not wish for snow?
- 1. Person Plural: Do we not wish for snow?
- 2. Person Plural: Do you not wish for snow?
- 3. Person Plural: Do they not wish for snow?

„do...not“ und „does...not“ können durch die Kurzformen „don't“ und „doesn't“ ersetzt werden. Dabei ändert sich jedoch die Satzstellung.
Verneinungsform:
- 1. Person Singular: I do not go.
- 2. Person Singular: You do not go.
- 3. Person Singular: He/She/It does not go.
- 1. Person Plural: We do not go.
- 2. Person Plural: You do not go.
- 3. Person Plural: They do not go.

Auch hier können „do not“ und „does not“ durch die Kurzformen „don't“ und „doesn't“ ersetzt werden.

## Verwendung
Die Simple Present wird für —
- sich wiederholende Handlungen
- physikalische und Natur-Gesetze
- Gewohnheiten
- Anweisungen

— verwendet